# Gårdsby landskommun
Gårdsby landskommun var en tidigare kommun i Kronobergs län.

## Administrativ historik
Landskommunen inrättades i Gårdsby socken i Norrvidinge härad i Småland när 1862 års kommunalförordningar trädde i kraft 1863. Den upphörde vid kommunreformen 1952, då den gick upp i Rottne landskommun. Sedan 1971 tillhör området Växjö kommun.

## Politik

### Mandatfördelning i Gårdsby landskommun 1938-1946
| 7 | 6 | 7 |

| 19 |

| 7 | 6 | 7 |

| 19 |

| 6 | 9 | 5 |

| 20 |